# 藏薹草
藏薹草（学名：Carex thibetica）为莎草科薹草属的植物，为中国的特有植物。分布于中国大陆的陕西、浙江、河南、云南、湖北、广西、湖南、四川、贵州等地，生长于海拔800米至2,000米的地区，常生长在山谷湿地、林下和阴湿石隙中，目前尚未由人工引种栽培。

## 变种
- 少花藏薹草（学名：Carex thibetica var. pauciflora）为莎草科薹草属藏薹草的变种。分布在中国大陆的云南等地，生长于海拔2,200米的地区，多生长在溪边石壁上。
- 小藏薹草（学名：Carex thibetica var. minor）为莎草科薹草属藏薹草的变种。分布于中国大陆的陕西等地。